# Гала (футбольный клуб)
«Гала» (азерб. «Qala» Futbol Klubu) — бывший азербайджанский футбольный клуб. Выступал в Первом дивизионе чемпионата Азербайджана-2012/13.

## История
ФК «Гала» был основан в 2012 году и сразу начал выступать в Первом дивизионе чемпионата Азербайджана. 20 августа 2013 года руководство клуба объявило, что команда прекращает своё существование из-за финансовых трудностей.

## Достижения
- 11-е место в Первом дивизионе чемпионата Азербайджана (2012).
- 1/16 Кубка Азербайджана (2012/13).

## Бывшие игроки
Состав команды в сезоне 2012/2013 годов:
| No: | игрок            | амплуа | страна            |
| --- | ---------------- | ------ | ----------------- |
| 1   | Илья Пашкин      | Врт    | Флаг России       |
| 2   | Александр Бочков | Защ    | Флаг России       |
| 3   | Ульви Гаибов     | Защ    | Флаг России       |
| 4   | Джавад Мирзоев   | Защ    | Флаг Азербайджана |
| 5   | Адаим Нифталиев  | Защ    | Флаг Азербайджана |
| 6   | Эмиль Пашаев     | Защ    | Флаг Азербайджана |
| 7   | Анар Агаев       | ПЗ     | Флаг Азербайджана |
| 8   | Араз Багиров     | ПЗ     | Флаг Азербайджана |
| 9   | Фарид Хагвердиев | ПЗ     | Флаг Азербайджана |
| 10  | Роял Гасанов     | ПЗ     | Флаг Азербайджана |
| 11  | Орхан Ибрагимов  | ПЗ     | Флаг Азербайджана |
| 12  | Гиорги Кобакидзе | ПЗ     | Флаг Грузии       |
| 13  | Самир Мустафаев  | ПЗ     | Флаг Азербайджана |
| 14  | Орхан Раджабов   | ПЗ     | Флаг Азербайджана |
| 15  | Бахтияр Фазаи    | Нап    | Флаг Азербайджана |